# 俞長城
俞長城（?—?），號碩園，浙江桐鄉人。

## 生平
康熙二十四年（1685年）賜同進士出身，散館授檢討。雍正朝，督學河南。编有《可儀堂一百二十名家制儀》，收入北宋以降王安石、蘇轍、楊萬里、陸九淵等人作品，凡一百二十家，四十八卷。